# Unterföhring

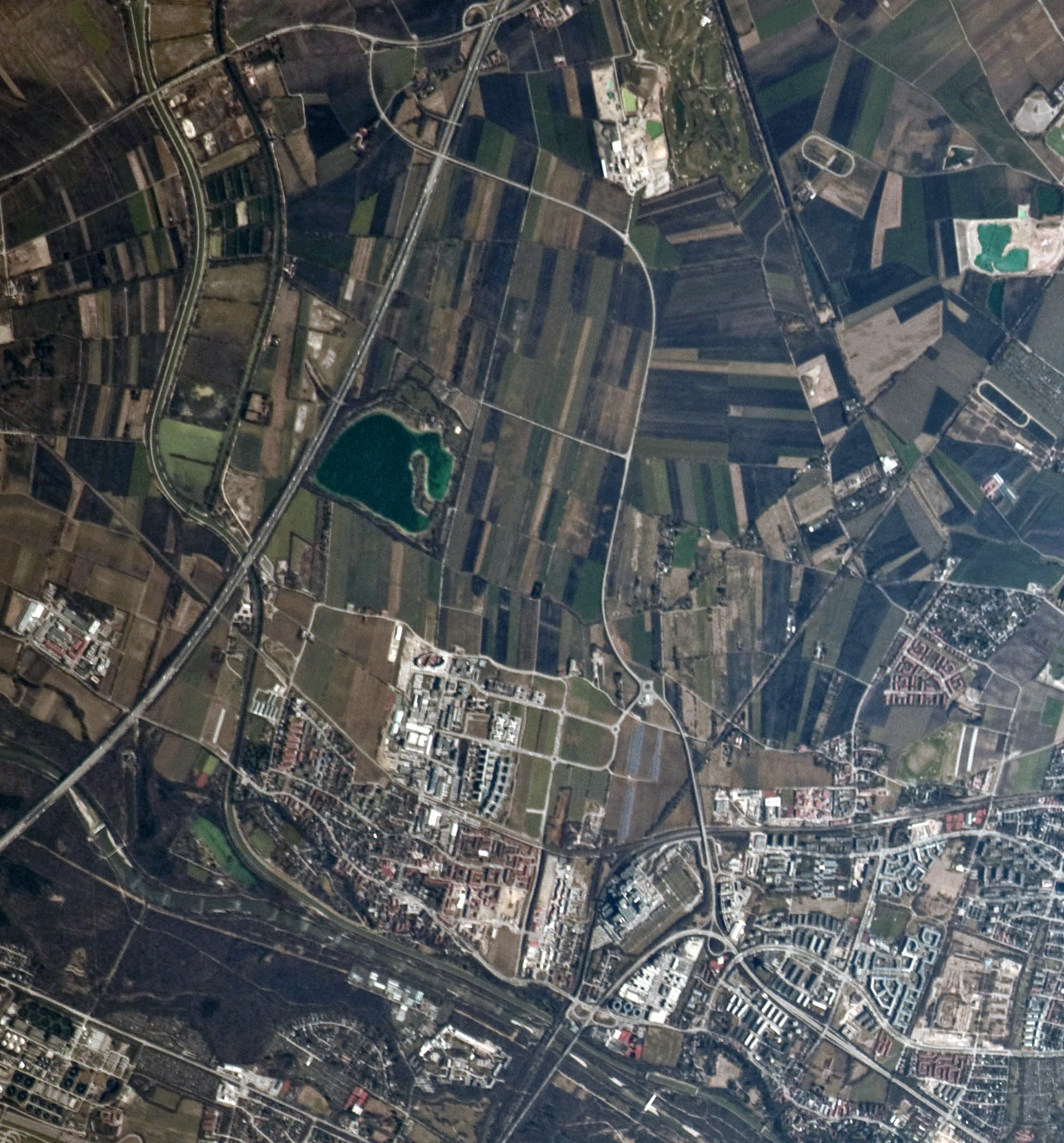
Blick von der ISS (2010)

Unterföhring ist eine Gemeinde im oberbayerischen Landkreis München und liegt am nordöstlichen Stadtrand Münchens. Sie ist einer der wichtigsten Medienstandorte Deutschlands.

## Geographie

### Lage
Die Gemeinde liegt am nordöstlichen Stadtrand Münchens. Neben der Landeshauptstadt grenzen die Gemeinden Ismaning im Norden und Aschheim im Osten an das Gemeindegebiet.
Zur vollständigen Vermessung Bayerns wurde die Basislinie Unterföhring–Aufkirchen im Jahre 1801 geschaffen. Eine der beiden Basispyramiden der Endpunkte dieser Basislinie steht in Unterföhring nördlich des Föhringer Ringes.

### Gewässer
Die Gemeinde wird im Westen durch die Isar begrenzt. Im Bereich der Gemeinde Unterföhring finden sich außerdem der Poschinger Weiher, der Mittlere-Isar-Kanal, der Feringasee sowie Teile des Ismaninger Speichersees.

### Gemeindegliederung
Außer dem Pfarrdorf Unterföhring gibt es keine weiteren Gemeindeteile.

### Natur
Folgende Schutzgebiete berühren das Gemeindegebiet:
- Landschaftsschutzgebiet Verordnung des Bezirks Oberbayern über den Schutz von Landschaftsteilen entlang der Isar in den Landkreisen Bad-Tölz-Wolfratshausen, München, Freising und Erding als LSG (LSG-00384.01)
- Fauna-Flora-Habitat-Gebiet Isarauen von Unterföhring bis Landshut (7537-301)
- Vogelschutzgebiet (Vogelschutzrichtlinie der EU) Ismaninger Speichersee und Fischteiche (7736-471)

## Geschichte

### Bis zur Gemeindegründung
Vor der Gründung Münchens um 1158 existierte ein bedeutender Flussübergang über die Isar, die Föhringer Brücke. Unterföhring geht ebenso wie das heute zu München gehörige Oberföhring auf den Ort Föhring zurück, der erstmals im Jahre 750 als Feringas in den Regensburger Traditionsbüchern verschriftlicht wurde. In den Traditionsbüchern des Klosters Mondsee von 783 findet sich Faringa. Es liegt wohl althochdeutsch ferio (‚Fährmann‘) oder far (‚Überfahrstelle eines Gewässers‘) mit -ing-Suffix zugrunde, vgl. das alte Wort Ferge.
Unterföhring wurde erstmals 1180 als selbständiger Ort (inferius Feringin) in einer lateinischen Urkunde erwähnt, auf Deutsch erstmals 1319 als ze Niedernfergen. Unterföhring wurde bis ins 17. Jh. Niederföhring genannt.
Im 14. Jh. wurde es Bestandteil der zum Hochstift Freising zählenden ehemaligen Grafschaft Ismaning. Seit dem Reichsdeputationshauptschluss von 1803 gehört der Ort zu Bayern. Im Zuge der Verwaltungsreformen in Bayern entstand mit dem Gemeindeedikt von 1818 die heutige Gemeinde.

### Nach dem Zweiten Weltkrieg

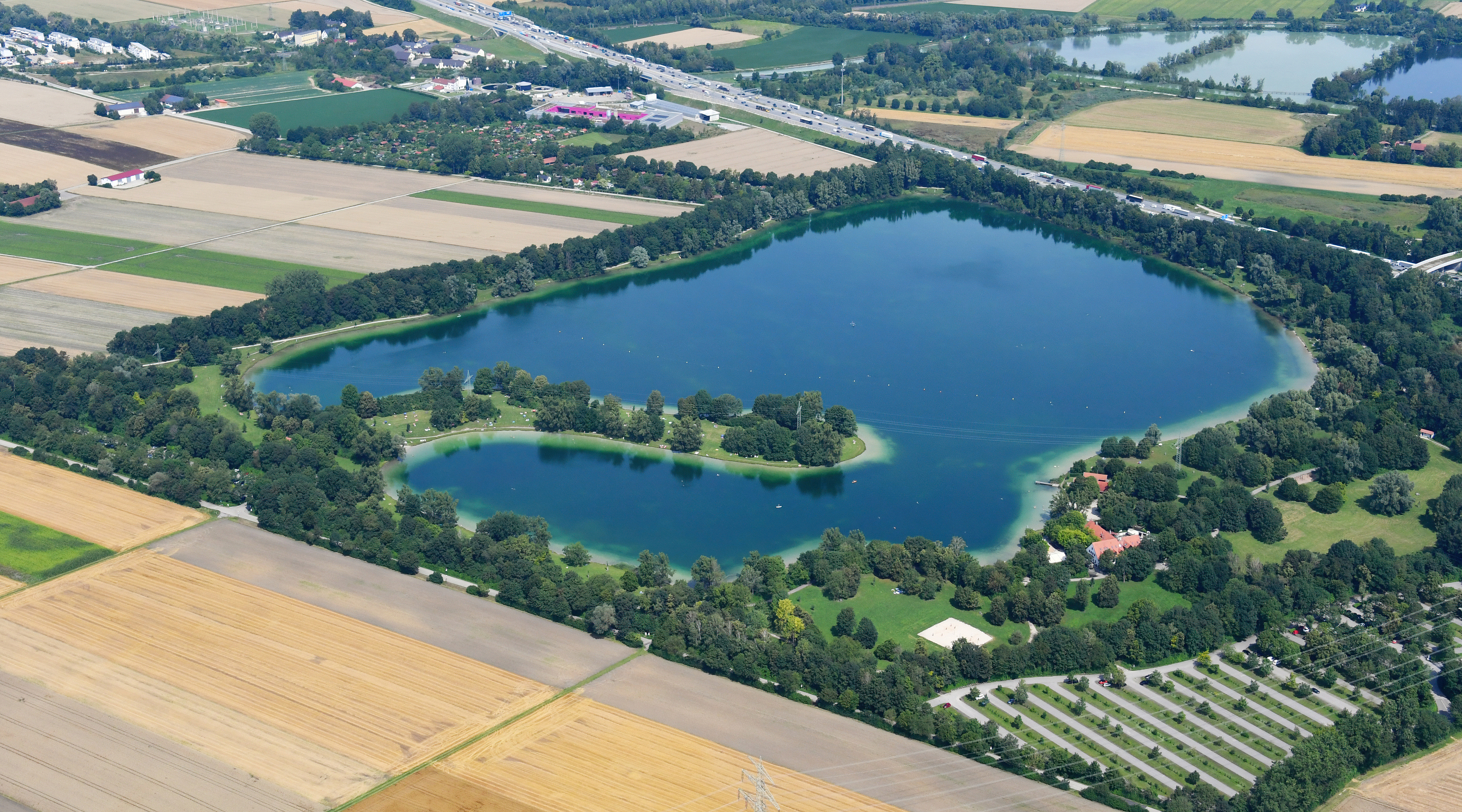
Luftbild Feringasee

In den 1950er Jahren begann der Wohnungsbau im nördlichen Unterföhring, die erste Industrieansiedlung östlich der Bahnstrecke erfolgte 1955. In den 1960ern erhielt die Gemeinde eine Kanalisation samt Kläranlage, an der Feringastraße entstand ein weiterer Industriestandort und das heute als Poschinger Weiher bekannte Naherholungsgebiet wurde ausgebaut. 1971 konnte die Eingemeindung in die Stadt München im Rahmen der Landkreisgebietsreform verhindert werden. Zwei Jahre später, 1973, erhielt Unterföhring Anschluss ans Münchener S-Bahn-Netz. 1982 wurde das Naherholungsgebiet Feringasee der Öffentlichkeit übergeben, 1984 die evangelische Kirche in der St.-Florian-Straße eingeweiht. 1988 begannen die Bauarbeiten für das Wohngebiet „Unterföhring Süd“ sowie eines Sport- und Freizeitzentrums nördlich des Gewerbegebiets.
Von 2002 bis 2006 wurde die überwiegend von der S-Bahn genutzte Bahnstrecke zweigleisig ausgebaut und infolge eines Bürgerentscheids von 1996 in weiten Teilen des Gemeindegebiets in einen Tunnel verlegt. Auch der S-Bahnhof Unterföhring befindet sich seitdem in Tunnellage, oberirdisch entstanden Stellplätze für Autos und Fahrräder sowie eine neue Bushaltestelle, die auch vom 2006 eingeführten Ortsbus angefahren wird. Auf der Tunneldecke entstand ein Fußweg, entlang dessen die Ortsgeschichte auf Informationstafeln erzählt wird.

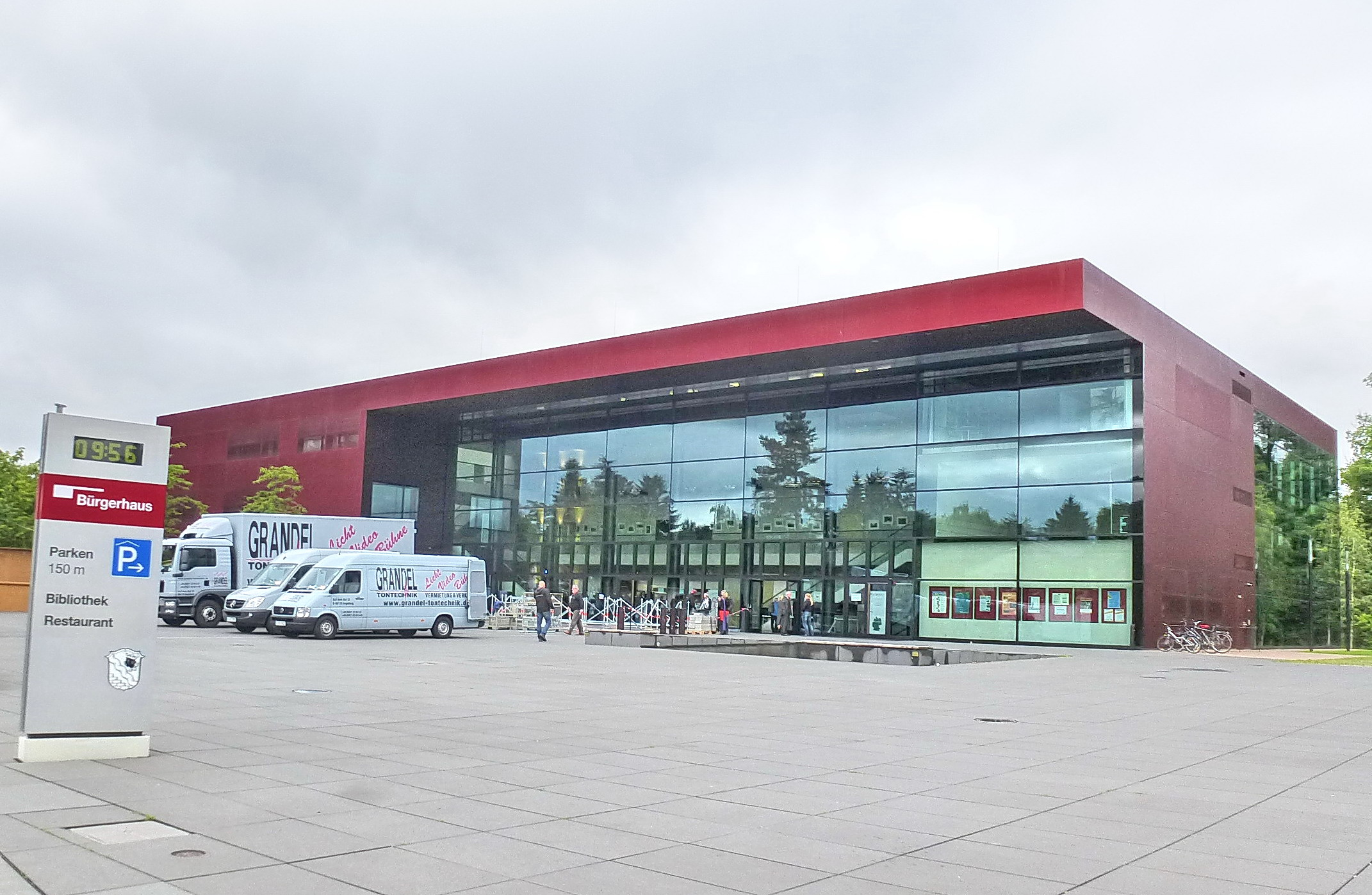
Bürgerhaus

Von 2008 bis 2010 entstand an der Münchner Straße gegenüber dem Rathaus das Bürgerhaus Unterföhring, das auch die Gemeindebücherei beherbergt. Dort finden regelmäßig kulturelle Veranstaltungen statt, denen bis zu 700 Besucher beiwohnen können.
Im Februar 2014 beschloss der Gemeinderat eine städtebauliche Neuordnung des ehemaligen BAHOG-Geländes westlich des S-Bahnhofs. Ziel des Umbaus der geografischen Ortsmitte ist eine städtebauliche Verbindung zwischen dem Altort, dem Wohngebiet „Unterföhring Süd“, dem S-Bahnhof sowie dem Gewerbegebiet zu schaffen. Im November 2015 wurde der Gewinner des architektonischen Wettbewerbs gekürt, der den Neubau von Volkshochschule und Musikschule sowie die Errichtung von Gebäuden für Büros, Gewerbe und Wohnungen vorsieht. Das Zentrum soll ein viergeschossiges Gebäude bilden, das als neues Rathaus genutzt werden soll. Der Baubeginn der neuen Ortsmitte fand mit dem ersten Spatenstich für den Neubau der Volkshochschule am 12. Januar 2016 statt. Diese wurde im Jahr 2019 fertiggestellt, musste aber sofort danach wegen eines Wasserschadens fast ein Jahr lang saniert werden, bevor der Betrieb aufgenommen werden konnte.
Im September 2018 wurde mit dem Bau eines Schulcampus für ein neues fünfzügiges Gymnasium und eine neue vierzügige Grundschule mit gemeinsamer Sporthalle sowie einem Kinderhort begonnen. Das Gymnasium wurde zum Schuljahr 2020/2021 eröffnet, die Bauarbeiten am restlichen Campus wurden 2020 fertiggestellt.

### Einwohnerstatistik
Zwischen 1988 und 2018 wuchs die Gemeinde von 5.049 auf 11.296 um 6.247 Einwohner bzw. um 123,7 % – der höchste prozentuale Zuwachs im Landkreis im genannten Zeitraum.

Einwohnerentwicklung nach nebenstehender Tabelle von 1785 bis 2017

| Jahr | Einwohner |
| ---- | --------- |
| 1785 | 283       |
| 1840 | 327       |
| 1855 | 336       |
| 1871 | 388       |
| 1890 | 523       |
| 1900 | 684       |
| 1925 | 1.212     |
| 1939 | 1.587     |
| 1950 | 2.815     |

| Jahr | Einwohner |
| ---- | --------- |
| 1961 | 3.276     |
| 1970 | 3.999     |
| 1987 | 5.105     |
| 1991 | 6.126     |
| 1995 | 6.805     |
| 2005 | 7.500     |
| 2010 | 10.820    |
| 2015 | 10.948    |
| 2017 | 11.221    |

### Konfessionsstatistik
Mit Stand Juni 2024 waren von den Einwohnern 27 % (3.229) Mitglieder der katholische Kirche und 9 %  (1.078) der evangelische; 64 % waren Konfessionslos oder gehörten andere Glaubensgemeinschaften an.

## Politik

### Bürgermeister
- 1. Bürgermeister: Andreas Kemmelmeyer (PWU)
- 2. Bürgermeister: Manuel Prieler (PWU)
- 3. Bürgermeister: Johannes Mecke (Bündnis 90/Die Grünen)

### Gemeinderat
| Periode   | Sitze | Sitzverteilung | Sitzverteilung | Sitzverteilung | Sitzverteilung | Sitzverteilung | Sitzverteilung | Sitzverteilung | Sitzverteilung | Sitzverteilung | Sitzverteilung | Sitzverteilung | Sitzverteilung | Sitzverteilung | Sitzverteilung | Sitzverteilung | Sitzverteilung | Sitzverteilung | Sitzverteilung | Sitzverteilung | Sitzverteilung | Sitzverteilung | Sitzverteilung | Sitzverteilung | Sitzverteilung |
| --------- | ----- | -------------- | -------------- | -------------- | -------------- | -------------- | -------------- | -------------- | -------------- | -------------- | -------------- | -------------- | -------------- | -------------- | -------------- | -------------- | -------------- | -------------- | -------------- | -------------- | -------------- | -------------- | -------------- | -------------- | -------------- |
|           |       |                |                |                |                |                |                |                |                |                |                |                |                |                |                |                |                |                |                |                |                |                |                |                |                |
| 2008–2014 | 20    | 9              | 9              | 9              | 9              | 9              | 9              | 9              | 9              | 9              | 7              | 7              | 7              | 7              | 7              | 7              | 7              | 3              | 3              | 3              | 1              |                |                |                |                |
| 2014–2020 | 24    | 8              | 8              | 8              | 8              | 8              | 8              | 8              | 8              | 9              | 9              | 9              | 9              | 9              | 9              | 9              | 9              | 9              | 5              | 5              | 5              | 5              | 5              | 2              | 2              |
| 20201     | 24    | 6              | 6              | 6              | 6              | 6              | 6              | 9              | 9              | 9              | 9              | 9              | 9              | 9              | 9              | 9              | 4              | 4              | 4              | 4              | 4              | 4              | 4              | 4              | 1              |
| 2020–2023 | 24    | 7              | 7              | 7              | 7              | 7              | 7              | 7              | 9              | 9              | 9              | 9              | 9              | 9              | 9              | 9              | 9              | 4              | 4              | 4              | 4              | 3              | 3              | 3              | 1              |
| 2023–1    | 24    | 6              | 6              | 6              | 6              | 6              | 6              | 9              | 9              | 9              | 9              | 9              | 9              | 9              | 9              | 9              | 4              | 4              | 4              | 4              | 4              | 4              | 4              | 4              | 1              |

| SPD | PWU | CSU | Grüne | FDP |

1Noch vor der konstituierenden Sitzung nach der Gemeinderatswahl 2020 schloss sich eine Kandidatin der Grünen der SPD-Fraktion an, wechselte aber 2023 zur Grünen-Fraktion.
Im September 2024 traten drei Ratsmitglieder aus der Grünen-Fraktion aus und gründeten die Fraktion UFG (Unabhängig + Fortschrittlich + Grün). Anfang Mai 2025 schlossen sie sich der Partei Volt Deutschland an und nannten ihre Fraktion Volt.

### Partnerschaften
Unterföhring unterhält seit dem 26. März 1993 eine Gemeindepartnerschaft mit dem thüringischen Ort Kamsdorf und hat am 1. Juni 2008 eine Gemeindepartnerschaft mit der friaulischen Gemeinde Tarcento begonnen.

### NordAllianz
Unterföhring ist Mitglied in der NordAllianz – Metropolregion München Nord.

### Wappen
| | Blasonierung: „In Gold ein blauer Schrägwellenbalken; oben ein rot gekrönter Mohrenkopf auf rotem Sockel, unten am rechten Schildrand acht in fünf Lagen übereinander stufenweise angeordnete rote Backsteine.“ |
| Wappenbegründung: Der gekrönte Mohr stellt einen Bischof von Freising dar, das blaue Band ist die Isar und die Ziegelsteine illustrieren die Ziegelbrennereien in Unterföhring, wo die Erde tonreich ist und zur Ziegelherstellung abgebaut wurde. Viele Felder in der Umgebung Unterföhrings liegen wegen des ehemaligen Tonabbaus tiefer als die Umgebung. | |

## Wirtschaft

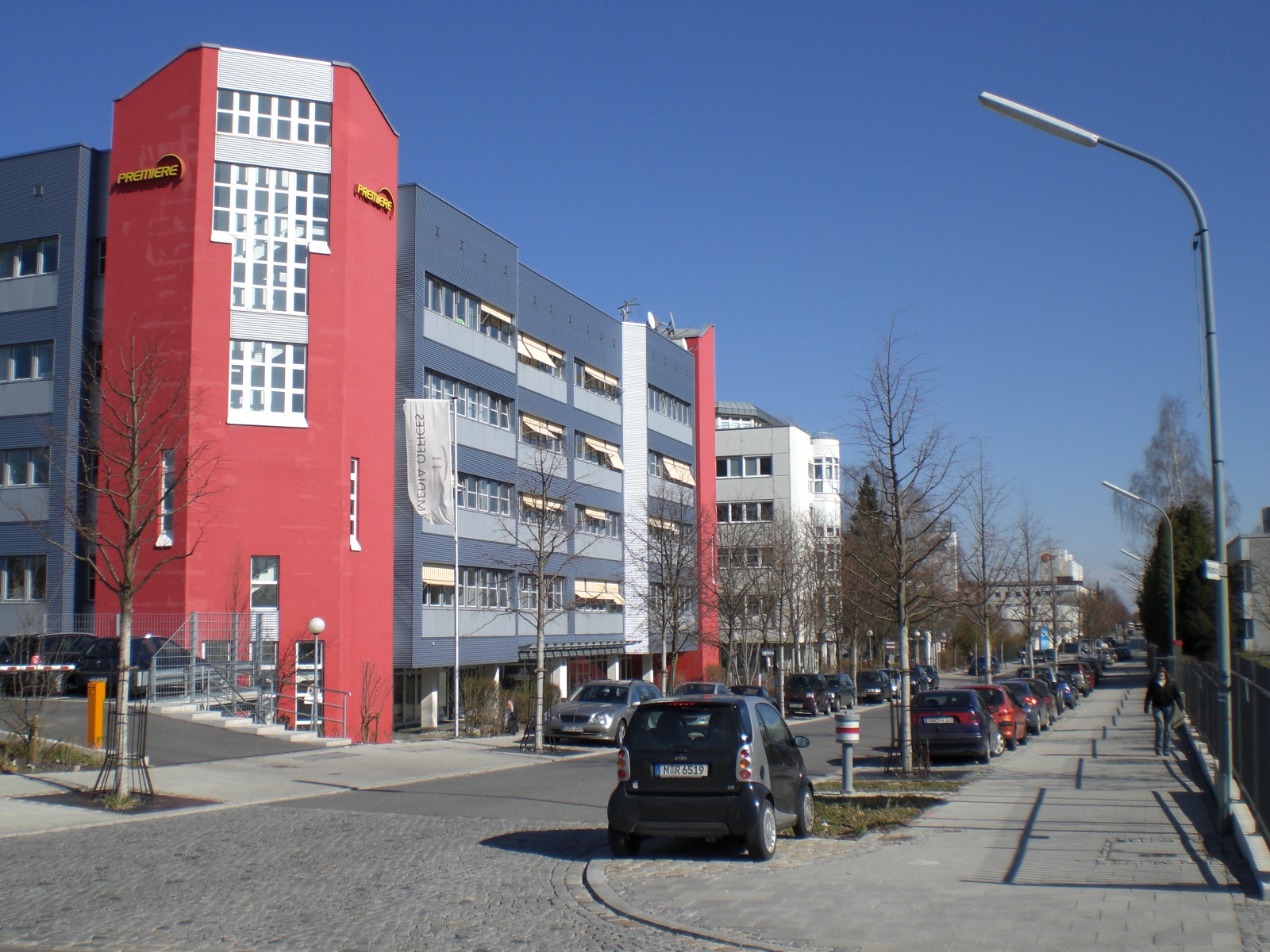
Medienallee

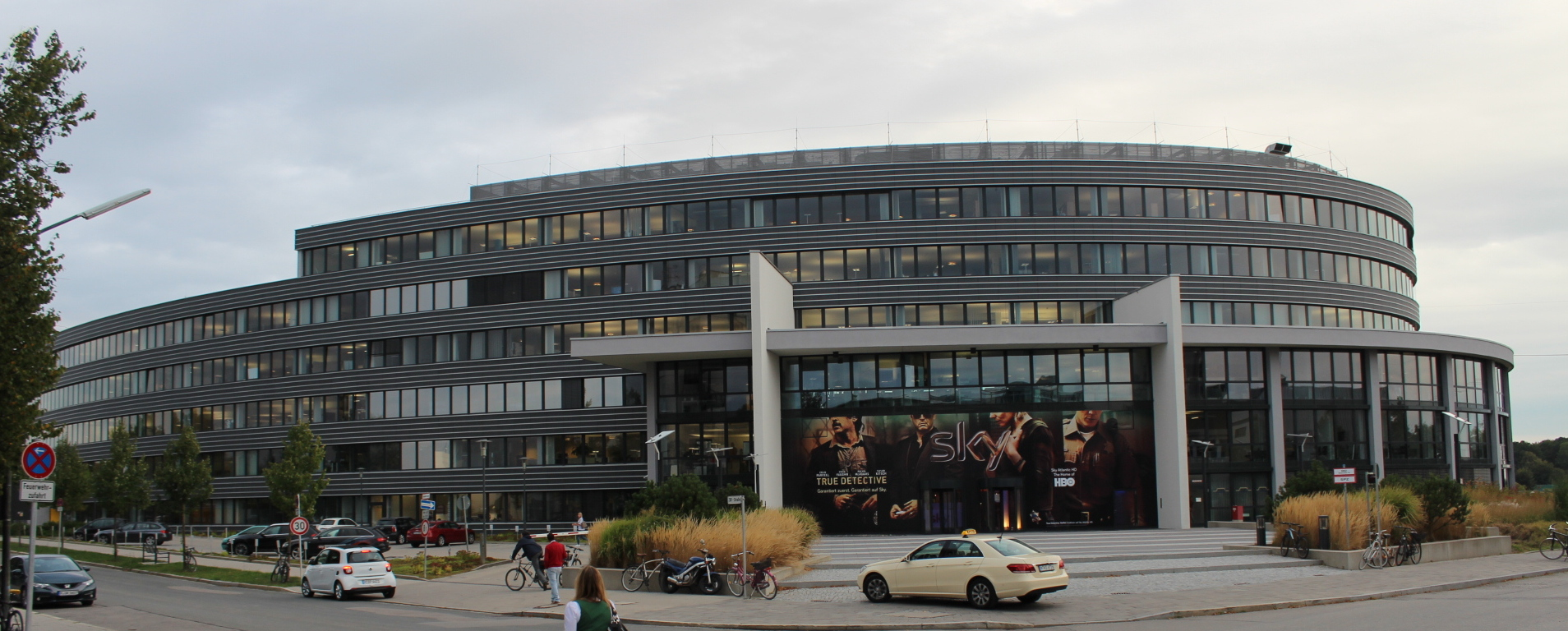
Zentrale von Sky Deutschland

### Medien
Unterföhring ist einer der wichtigsten Medienstandorte Deutschlands. Bereits in den 1950er Jahren erfolgte die Ansiedlung der RIVA Lichttechnische Betriebe, 1962 übernahmen der Bayerische Rundfunk (BR) und das Zweite Deutsche Fernsehen (ZDF) die RIVA-Studios. Zehn Jahre später, 1972 folgte die Taurus-Film, die spätere Kirch-Gruppe.
Seit 2000 findet sich hier auch der Sitz der ProSiebenSat.1 Media SE, des Weiteren haben einige der größten unabhängigen Filmproduktionsgesellschaften in Deutschland, die neue deutsche Filmgesellschaft, sowie der Sender 123tv, das Filmstudio Paramount Pictures Germany, der Pay-TV-Betreiber Sky Deutschland GmbH (ehemals Premiere AG), der Satellitenbetreiber Astra Deutschland GmbH und Vodafone Deutschland, einer der größten Kabelnetzbetreiber Europas, ihren Sitz in Unterföhring.
Die zweite Filmausbildungsstätte Bayerns neben der HFF München hat in Unterföhring seit mehreren Jahren ihren Platz: die BAF (Bayerische Akademie für Fernsehen und Digitale Medien) bildet pro Jahr etwa 60 Medienschaffende aus im Bereich Kamera, Schnitt und Fernseh-Journalismus. Zudem werden hier Spezialisten im digitalen Trickfilmbereich (VFX) herangebildet.

### Weiteres
Neben Medienunternehmen sind aber auch namhafte Versicherungsunternehmen im Gewerbegebiet Unterföhring östlich der Flughafen-Bahnlinie angesiedelt. Größter Arbeitgeber ist die Allianz SE mit rund 10.000 Mitarbeitern, unter anderem durch ihren IT-Dienstleister Allianz Technology SE und weiteren Gesellschaften des Allianz-Konzerns. Insgesamt arbeiten in diesem Gewerbegebiet mehr als 22.000 Menschen.
Auf Unterföhringer Gemarkung unmittelbar an der Grenze zu München betreiben die Stadtwerke München das Heizkraftwerk Nord, in dem Steinkohle und Restmüll verfeuert werden. Zudem befindet sich hier das Geothermieheizwerk Unterföhring mit einer thermischen Leistung von 22 MW. Zunächst mit 10 MW in Betrieb genommen wurde sie 2016 mit zwei neuen Bohrungen auf die Leistung von 22 MW erweitert. Mit Stand 2016 werden über 2000 Privathaushalte sowie ca. 50 Gewerbekunden über ein Nahwärmenetz mit Erdwärme und Kälte versorgt; bis 2020 soll das Nahwärmenetz noch deutlich erweitert werden. Betrieben wird die Anlage von Geovol, einer Tochtergesellschaft der Gemeinde Unterföhring.
Dank der vielen Unternehmen ist die Gemeinde schuldenfrei und hat sogar Rücklagen in Höhe von 442 Millionen Euro gebildet (Stand: Dezember 2017), was über 35.000 Euro/Einwohner entspricht und u. a. das Anbieten einer kostenlosen Kinderbetreuung ermöglicht.

### Integriertes Klimaschutzkonzept – Auswirkung auf Wirtschaft
Seit 2013 verfolgt die Gemeinde Unterföhring ein Integriertes Klimaschutzkonzept. Ziel bis zum Jahr 2035 ist die energetische Treibhausgas-Neutralität (ohne Verkehr), ab 2040 die endgültige Klimaneutralität. Für die Wirtschaft in Unterföhring gibt es dazu keine bindenden Ziele, bzw. Zwischenziele. Mit einer Ökostromkampagne sollen z. B. Unternehmen in Unterföhring motiviert werden, auf Ökostrom umzusteigen.

## Verkehr
Wichtige Straßen
- Die Staatsstraße 2088 „Föhringer Ring“ quert das Gemeindegebiet im Südwesten und verbindet Unterföhring mit den Münchner Stadtbezirken Bogenhausen und Schwabing-Freimann sowie mit der Bundesautobahn 9, dem Mittleren Ring und der Bundesstraße 11.
- Die Kreisstraße M 3 schafft die Verbindung zur Bundesstraße 471, zum Autobahnring und nach Aschheim.

Schienenverkehr

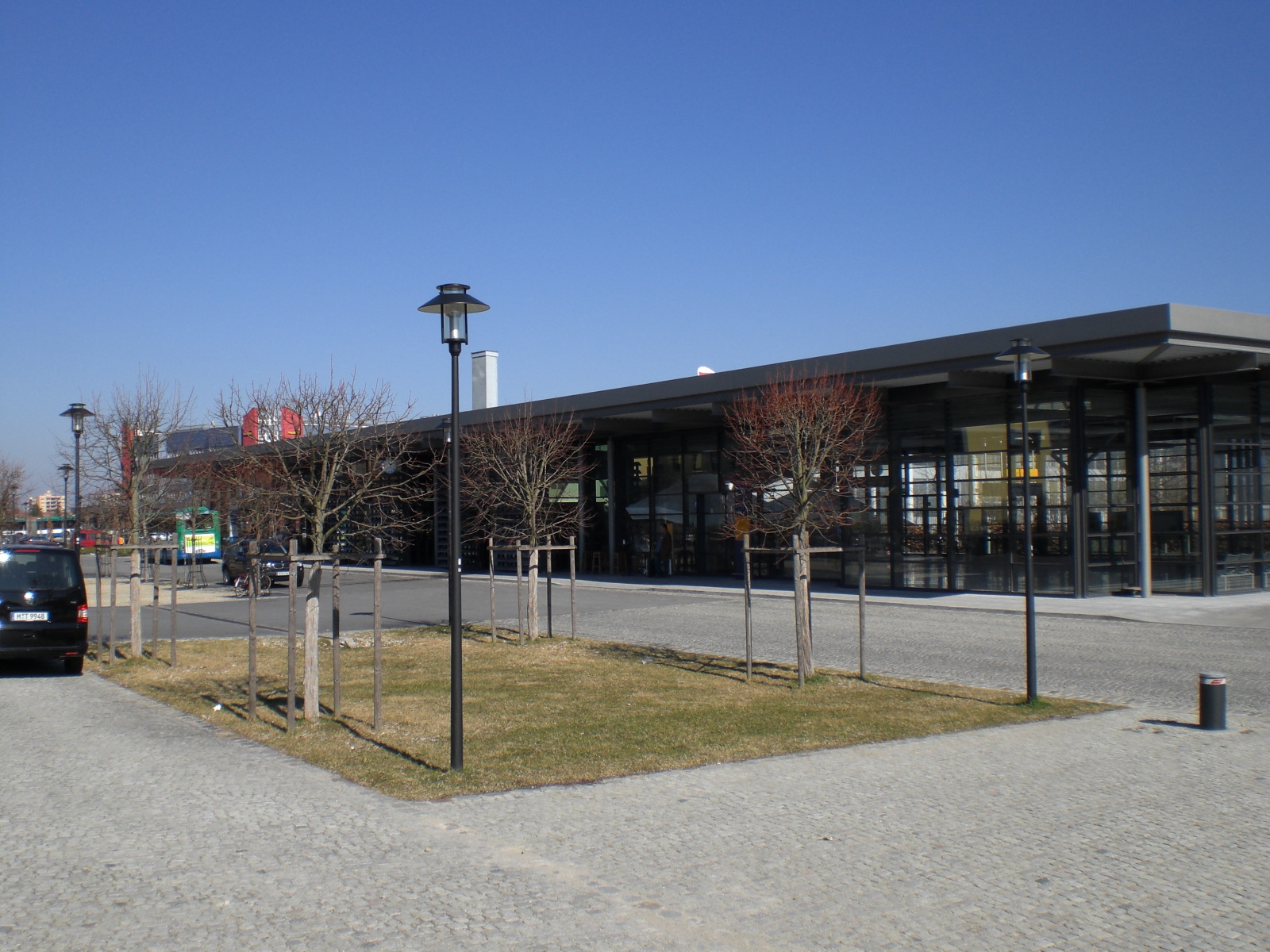
Bahnhof, tiefergelegt

- S-Bahnlinie 8 Herrsching – M-Pasing – M-Hauptbahnhof – M-Ostbahnhof – Unterföhring – Flughafen München (Bahnstrecke München Ost–München Flughafen)

Metrobuslinie:
- Linie 50 Olympia Einkaufszentrum – U-Bahnhof Studentenstadt – Unterföhring Feringastraße – Johanneskirchen S-Bahnhof

Expressbuslinie:
- Linie X205 Arabellapark – Unterföhring – Ismaning – Garching Forschungszentrum

Regionalbuslinien:
- Linie 188 Unterföhring Fichtenstraße – St. Emmeram – Oberföhring (München) – U-Bahnhof Richard-Strauss-Straße – Denning – Daglfing S-Bahnhof
- Linie 189 Unterföhring S-Bahnhof – Gewerbegebiet Unterföhring Park („up“) – St. Emmeram – Oberföhring (München) – U-Bahnhof Richard-Strauss-Straße – Denning – Daglfing S-Bahnhof
- Linie 231 Studentenstadt – Unterföhring – Ismaning S-Bahnhof
- Linie 232 Ortsbus Unterföhring: Fichtenstraße – S-Bahnhof – Endhaltestelle St. Emmeram der Münchner Trambahnlinien 16 und 17 (– Feringastraße Ost bis ca. 21 Uhr)
- Linie 233 Unterföhring Rivastraße – Gewerbegebiet Unterföhring Park („up“) – Apianstraße (Büropark Süd) – Studentenstadt
- Linie 234 Unterföhring S-Bahnhof – Gewerbegebiet Unterföhring Park („up“) – Aschheim – Feldkirchen S-Bahnhof – Messestadt

Fahrrad
Ab 2018 wurde MVG Rad auf den Landkreis München ausgeweitet, wodurch Unterföhring sechs Fahrradverleihstationen erhielt. Da nur ein kleiner Teil von Unterföhring im Geschäftsgebiet von MVG Rad liegt, müssen ausgeliehene Fahrräder in aller Regel auch an den Stationen zurückgegeben werden.
Im Fahrradklimatest 2018 wurde zum ersten Mal auch Unterföhring geführt, das mit der Durchschnittsnote 3,86 den 103. von 186 Plätzen bei den Orten unter 20.000 Einwohnern belegte (beste 55 %). 2020 belegte es in dieser Gruppe mit der Note 3,75 Platz 161 von 418 (beste 39 %), 2022 mit der Note 3,92 Platz 241 von 474 (beste 51 %) und 2024 mit der Note 4,17 Platz 344 von 423 (beste 81 %).

## Klimaneutralität
Die Gemeinde Unterföhring strebt bis zum Jahr 2035 eine energetische Treibhausgas-Neutralität (ohne Verkehr) und bis 2040 die endgültige Klimaneutralität an. Einen besonders großen CO2-Emittenten stellt der Block 2 des Heizkraftwerks Nord (München) dar. Dieses Kohlekraftwerk auf dem Gemeindegebiet von Unterföhring sorgte 2022 allein für einen Ausstoß von etwa 1,2 Millionen Tonnen CO2. Umgerechnet auf die rund 12000 Einwohner von Unterföhring ergibt sich hierdurch eine Emission von 100 Tonnen CO2 pro Jahr und Einwohner. Nach dem erfolgreichen Münchner Bürgerentscheid „Raus aus der Steinkohle“ soll der Block 2 auf Gasbetrieb umgestellt werden. Eine Komplettabschaltung kommt aus SWM-Sicht nicht in Frage, da die Bundesnetzagentur das Heizkraftwerk als „systemrelevant“ eingestuft hat. Verschiedene Umweltinitiativen befürchten durch eine Umstellung auf Erdgas eine verlängerte Laufzeit und erhöhte CO2-Emission.

## Sport
Unterföhring ist die kleinste eigenständige Gemeinde in Deutschland mit einem eigenen Rugby-Union-Verein. Der Rugby Club Unterföhring e. V. existiert seit dem Jahr 2012 und stellt Herren-Mannschaften in der 2. Bundesliga Süd und in der Verbandsliga Bayern.
Daneben existiert der Fußballverein FC Unterföhring, der aktuell in der sechstklassigen Landesliga spielt.
Der SC Isaria Unterföhring ist ein Ringerverein und kämpft in der Bayernliga, seine Ringerin Anna Schell holte zweimal WM-Bronze und wurde 2022 Europameisterin.
2021 bewarb sich die Gemeinde als Host Town für die Gestaltung eines viertägigen Programms für eine internationale Delegation der Special Olympics World Summer Games 2023 in Berlin. 2022 wurde sie als Gastgeberin für Special Olympics Neuseeland ausgewählt. Damit wurde sie Teil des größten kommunalen Inklusionsprojekts in der Geschichte der Bundesrepublik mit mehr als 200 Host Towns. Die Delegation bestand aus 63 Personen.

## Persönlichkeiten
- Johann Riederer (* 1957 in Unterföhring), Sportschütze, Weltmeister und Medaillengewinner bei Olympia

## Sehenswertes
Die Metallskulptur Westhang vor dem S-Bahnhof wurde am 3. Juni 2008 eingeweiht. Sie stellt einen sich im Wind biegenden Baum dar. Die Künstlerin Melanie Stiehl hatte sich im – von der Gemeinde ausgeschriebenen und mit 100.000 Euro dotierten – Wettbewerb Kunst und Bauen S-Bahn Unterföhring gegen mehrere Mitbewerber durchgesetzt.
Die katholische Pfarrkirche St. Valentin ist ein denkmalgeschützter Barockbau, der in Oberbayern als beispielhaft, und unter den bedeutendsten im Landkreis München, gelten kann. Mehrere Renovierungen (zuletzt 2012 unter dem Pfarrherrn Dr. Markus Brunner) haben das barocke Gesamtkunstwerk wieder in einen sehenswerten Zustand versetzt. Die vorhandene elektronische Orgel wurde, nach einer aufwendigen Grundsanierung der Orgelempore und einer Erneuerung der elektrischen Leitungen, durch eine angemessene Pfeifenorgel ersetzt und schließt damit die Restaurierung von St. Valentin ab.
Das Heimatmuseum „Feringer Sach“ zeigt neben der ortsgeschichtlichen Entwicklung von Unterföhring immer wechselnde Ausstellungen zu verschiedenen Themen.

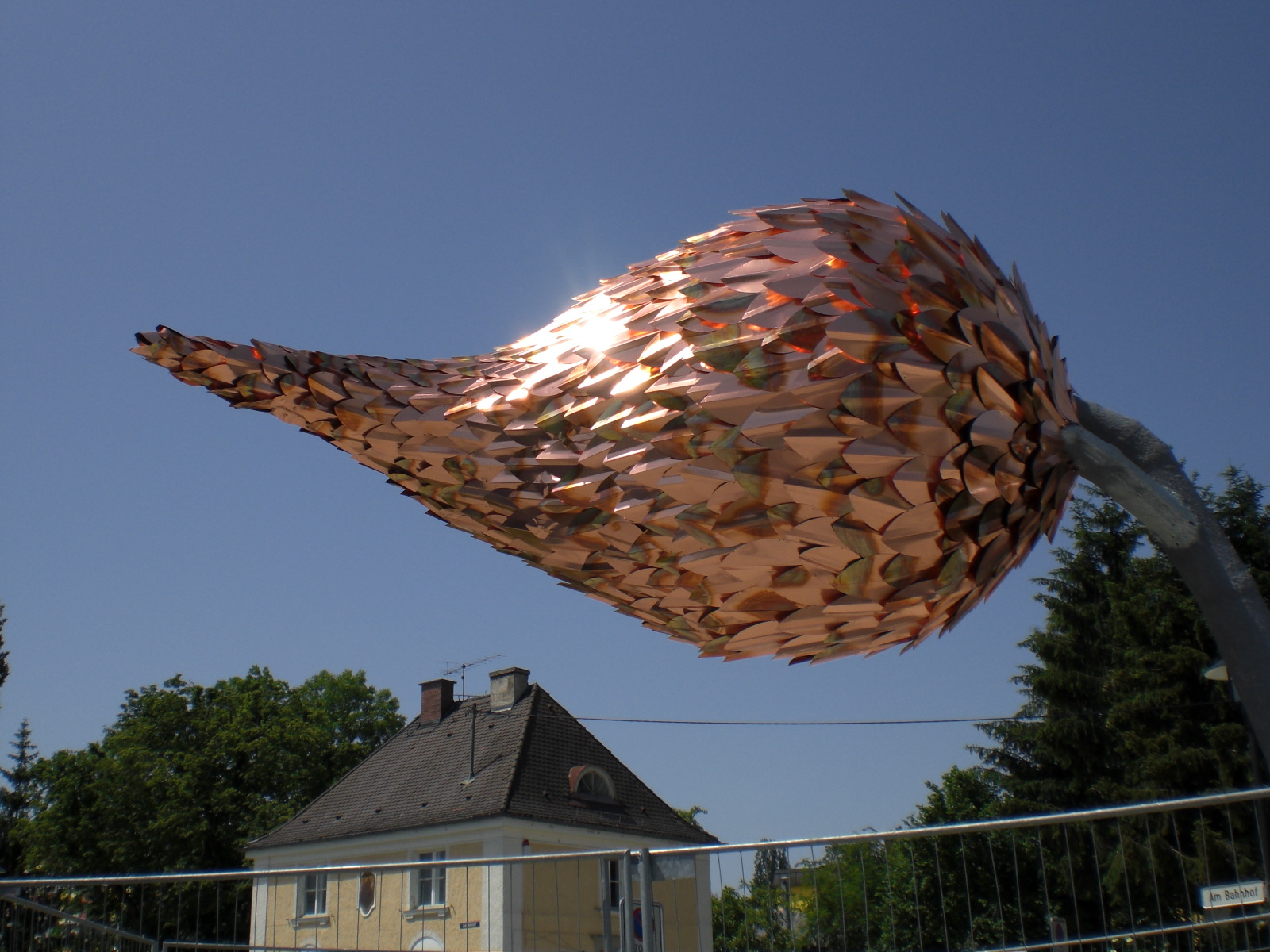
„Krone“ des Metallbaumes
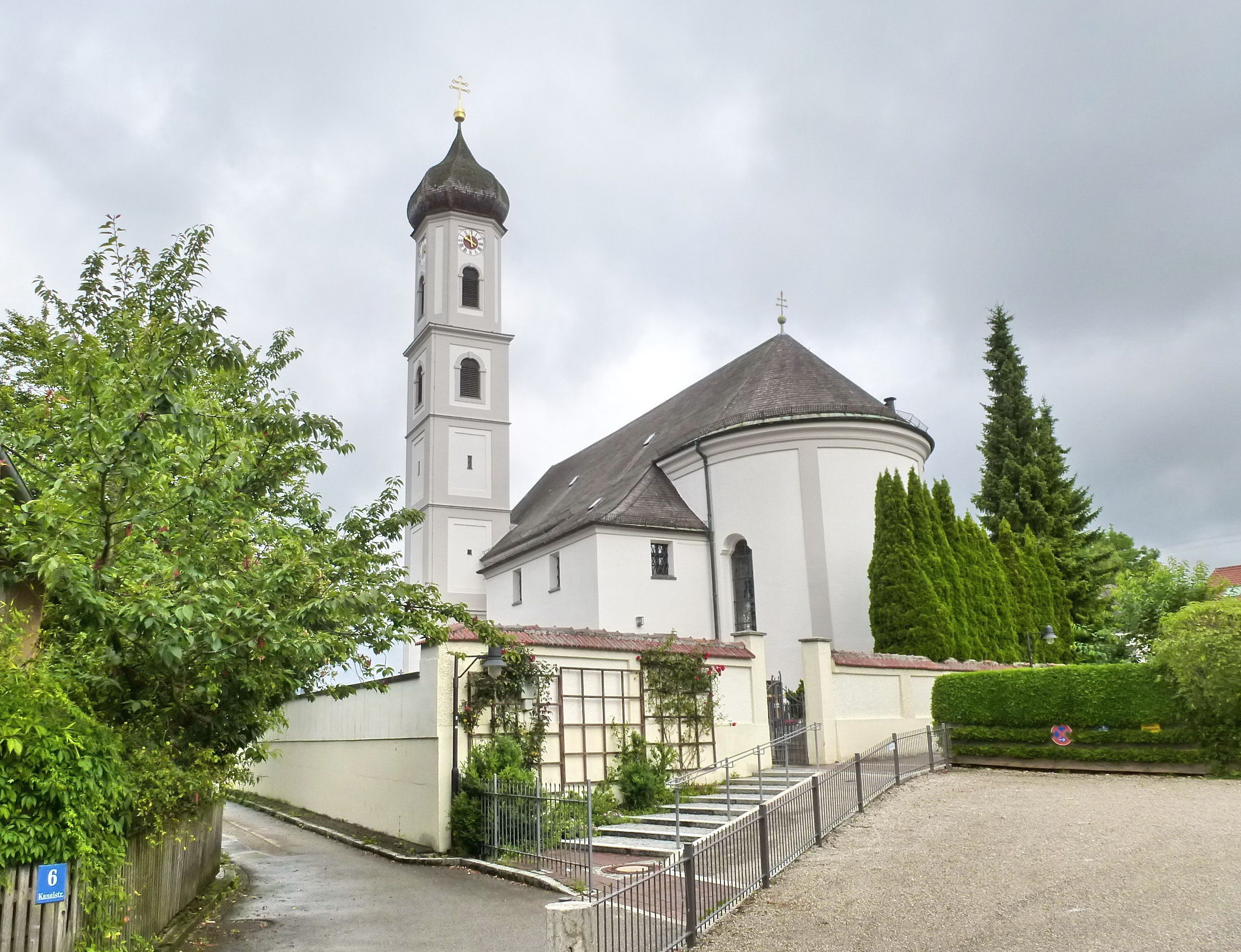
Kirche St. Valentin
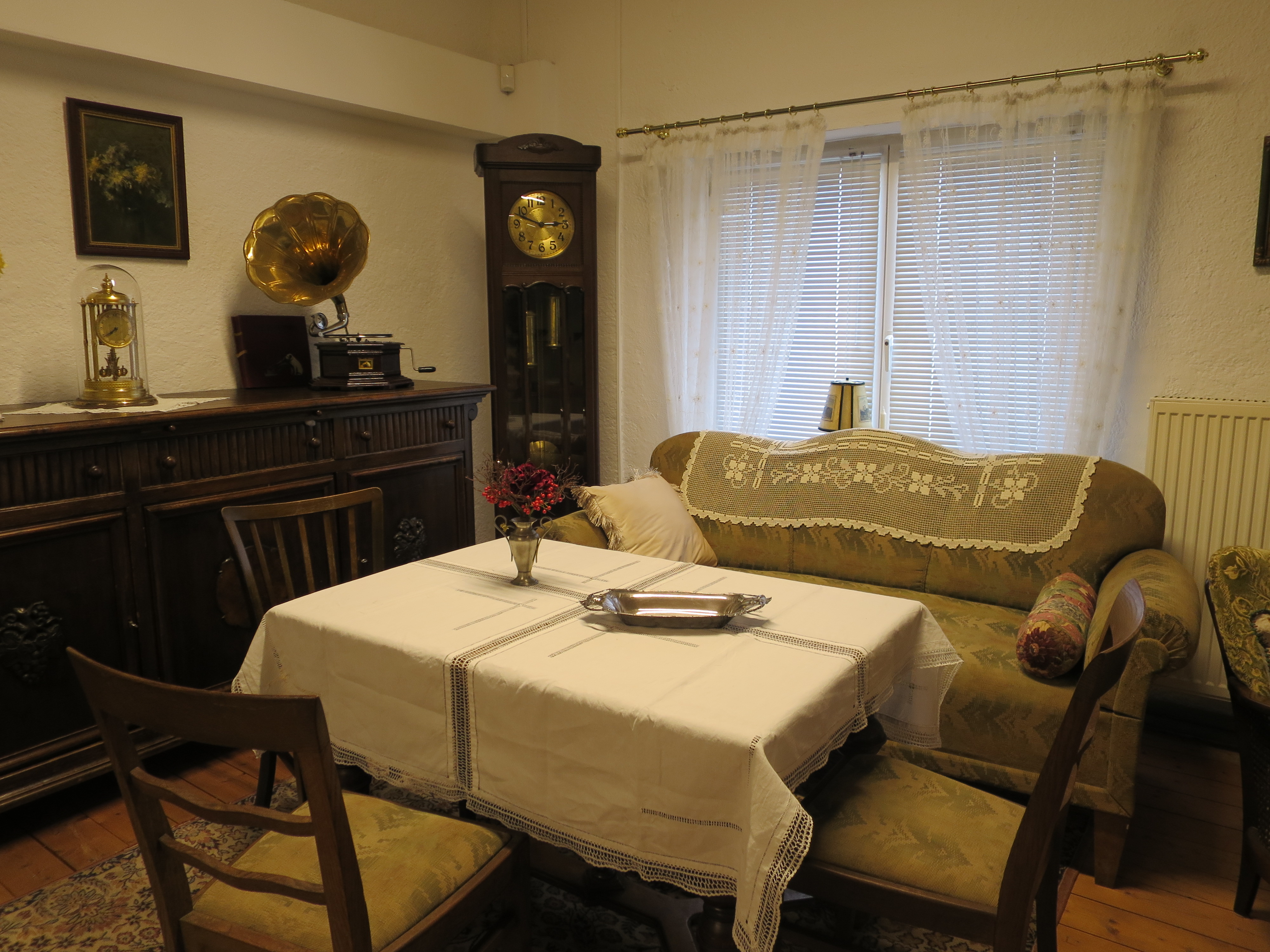
Altes Wohnzimmer. Präsentation im Heimatmuseum „Feringer Sach“